# الغواصة الألمانية يو-764
غواصة يو-764 غواصة يو بوت ألمانية من غواصة الفئة السابعة سي بنيت لسلاح بحرية ألمانيا النازية كريغسمارينه، في أحواض كريكسمارينفيفت خلال الحرب العالمية الثانية.